# Rimella
Rimella är en ort och kommun i provinsen Vercelli i regionen Piemonte, Italien. Kommunen hade 135 invånare (2018).